# Ilum-gamil
Ilum-gamil (akad. Ilum-gāmil, tłum. „Bóg jest tym, który ratuje/ocala”) – władca mezopotamskiego miasta Uruk, panujący w XIX w. p.n.e., następca i brat Sin-gamila. Znana jest jedna inskrypcja budowlana datowana na okres jego rządów.